# Dorysthetus chicheryi
Dorysthetus chicheryi är en skalbaggsart som beskrevs av Soula 2002. Dorysthetus chicheryi ingår i släktet Dorysthetus och familjen Rutelidae. Inga underarter finns listade i Catalogue of Life.